# 四川省宜宾市南溪第一中学校
四川省宜宾市南溪第一中学校，简称南溪一中，是位于四川省宜宾市南溪区的一所省一级示范性普通高级中学。该校前身为清光绪三十年（1904年）创立的“南溪官立初等小学堂”，距今已有120余年的办学历史。
南溪一中于1982年被确认为四川省重点中学，2003年底被确认为“四川省国家级示范性普通高中”，2013年被四川省教育厅确认为“四川省一级示范性普通高中”。

## 历史
南溪一中始建于清光绪三十年（1904年），由南溪知县奉令将奎峰书院改办“南溪官立初等小学堂”。
辛亥革命后， 1912年（民国元年）南溪官立高等小学堂更名为：南溪县立高等小学校（简称县立高小），学制减为3年。1936年4月5日，南中校创办《南中月刊》，由省第六区公署专员冷薰南题写刊名，首期刊载内容有发刊词、整顿南中校计划书、教育基金与林垦事业、勉本校运动员、包欣芳钟致和诗选等。
中华人民共和国成立后，1953年1月，经省政府批准，县立女中更名为“四川省南溪第一中学校”。2002年，学校被确认为“省级示范性普通高中”，2013年，学校被四川省教育厅确认为“四川省一级示范性普通高中”。2024年7月，加入中西部县域中学拔尖创新人才培养联盟。